# Kiermasz

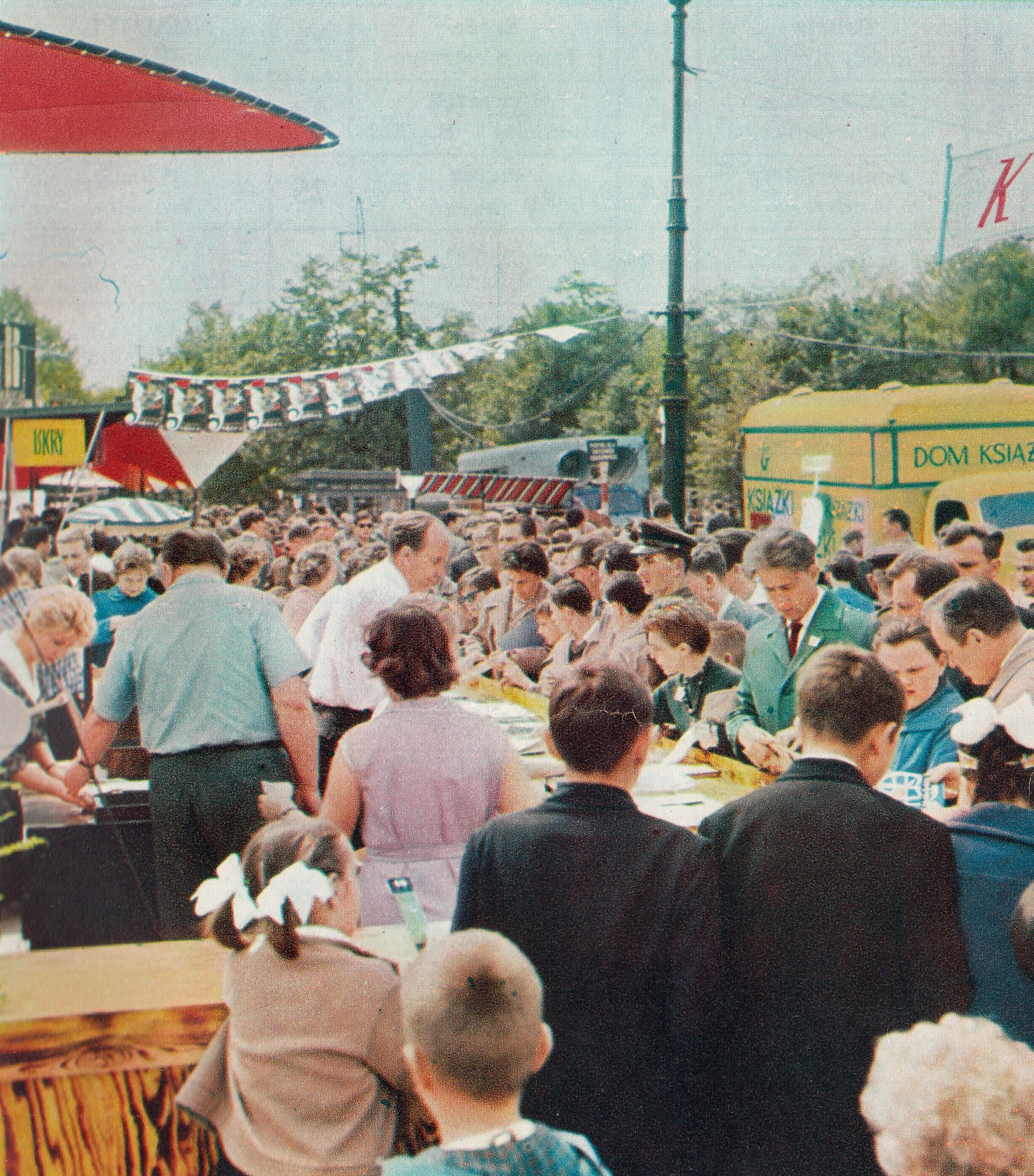
Kiermasz książkowy w Warszawie w latach 60. XX wieku

 Kiermasz (niem. Kirmes(se), średniowieczny germ. kimësse – uroczystość poświęcenia kościoła) – wywodząca się ze średniowiecza uroczystość wiejska organizowana zwykle w czasie parafialnego odpustu, poświęcenia kościoła lub święta patrona parafii. Później nazywano tak imprezę taneczną organizowaną razem z jarmarkiem.
Współcześnie określenie to wiąże się z imprezami rozrywkowymi lub handlowymi, może to być m.in. sprzedaż określonego rodzaju artykułów np. kiermasz książek, kiermasz odzieży, kiermasz rękodzieł i sztuki ludowej, organizowanych zazwyczaj pod gołym niebem.